# That I May Live
That I May Live è un film del 1937 diretto da Allan Dwan.
Fu l'ultimo film della carriera di Mary Alden, nota attrice del cinema muto.

## Produzione
Il film fu prodotto dalla Twentieth Century Fox Film Corporation

## Distribuzione
Distribuito dalla Twentieth Century Fox Film Corporation, il film uscì nelle sale cinematografiche degli Stati Uniti il 30 aprile 1937.